# Christian Almer

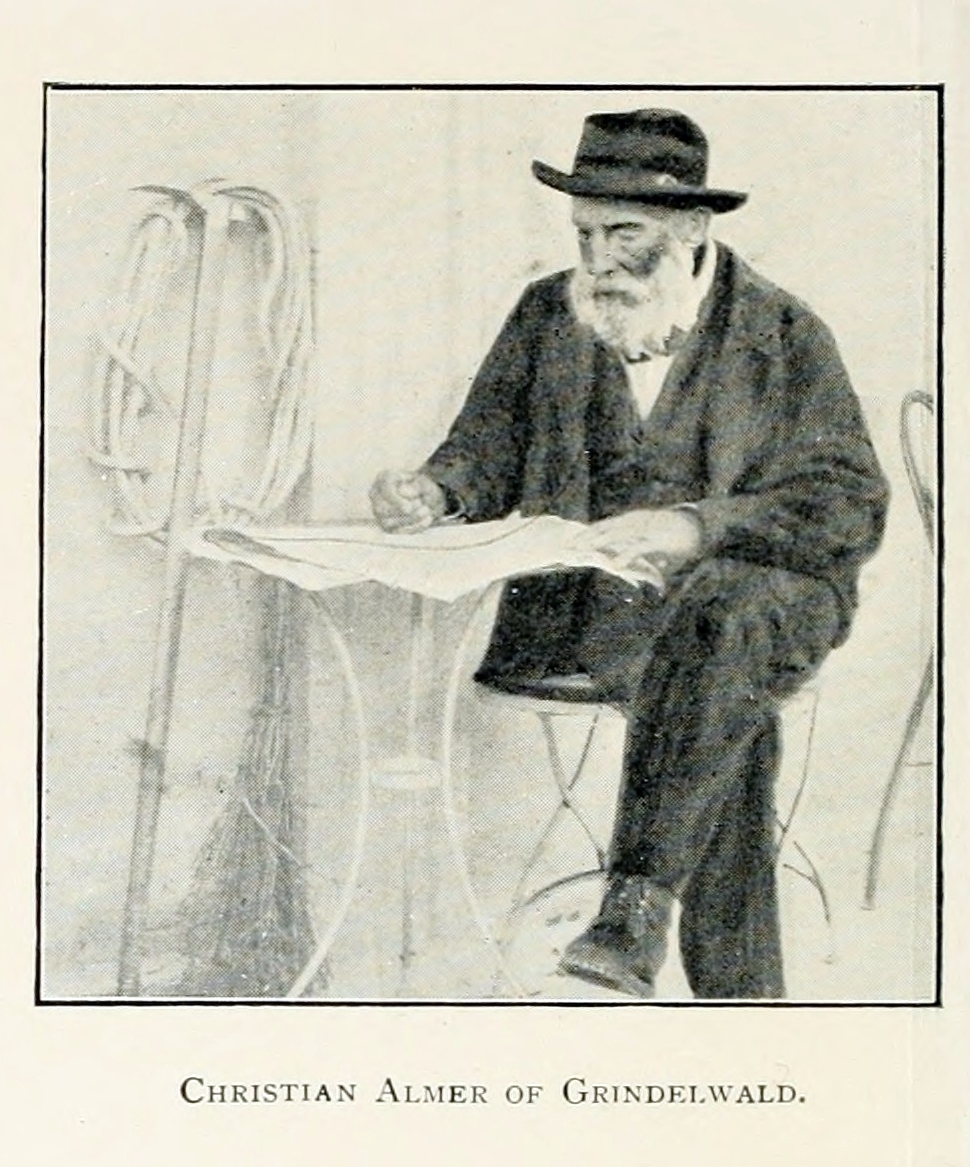
Christian Almer.

Christian Almer (29 de marzo de 1826 – 17 de mayo de 1898) fue un guía de montaña suizo y fue de los primeros en ascender varias montañas destacadas en los Alpes occidentales durante las edades de oro y de plata del alpinismo.
Almer nació en Grindelwald, lugar en el que también murió. En 1846 se casó con Margaritha Kaufmann, y su hijo Ulrich Almer (8 de mayo de 1849 – 4 de septiembre de 1940) fue también un guía bien conocido por derecho propio.

## Primeras ascensiones
- 1857 Mönch (Alpes berneses)
- 1858 Eiger (Alpes berneses)
- 1862 Gross Fiescherhorn (Alpes berneses)
- 1864 Barre des Écrins (Alpes del Delfinado)
- 1865 Aiguille Verte (Macizo del Mont Blanc)
- 1865 Grand Cornier (Alpes Peninos)
- 1865 Punta Whymper en las Grandes Jorasses (Macizo del Mont Blanc)
- 1865 Nesthorn (Alpes berneses)
- 1867 Kleines Schreckhorn (Alpes berneses)
- 1870 Ailefroide (Alpes del Delfinado)
- 1874 Mont Thuria, (Alpes Grayos)
- 1876 Cima oeste de Les Droites (Macizo del Mont Blanc)
- 1877 Pic Coolidge (Alpes del Delfinado)
- 1878 Aiguille Arves Méridonale (Alpes del Delfinado)
- 1878 Aiguille de l'Epaisseur (Alpes del Delfinado)
- 1878 Les Bans (Alpes del Delfinado)
- 1881 Visolotto (Alpes Cocios)
- 1884 Pointe de Soliette (Alpes Grayos)